# Kinau
Pour les articles homonymes, voir Kinau (homonymie).
Elisabeta Kinau dit Kinau, née en 1805 à Waikiki (Hawaï) et morte le 4 avril 1839 à Honolulu (Hawaï), est une princesse royale hawaïenne, fille du roi Kamehameha Ier et régente du royaume au nom de son frère, le roi Kamehameha III, de 1824 à 1833. Très puissante, elle contribue à renforcer les pouvoirs de la monarchie et la prédominance du protestantisme à Hawaï. Autoritaire, elle continue de jouer un rôle politique jusqu'à sa mort, devenant la principale et l'unique conseillère de son frère. Sa mort en 1839 marque aussi la fin de l'absolutisme hawaïen avec les réformes constitutionnelles mises en place par son frère.
Elle est également la mère des rois Kamehameha IV et Kamehameha V.
Un naturaliste d'un savoir peu commun, Jules Achille Remy, l'a personnellement connue.

## Biographie

### Famille et caractère
Kinau est la deuxième fille du roi Kamehameha Ier et de son épouse Kalākua Kaheiheimālie, et donc la sœur de Kamāmalu et la demi-sœur de Kamehameha II, Kamehameha III, Nāhiʻenaʻena et de Kekāuluohi.
Kinau était une femme d'une obésité prodigieuse, mais qui ne manquait pas d'une certaine grâce. Elle avait hérité de la fermeté de son père le roi Kamehameha Ier, ce qui l'aida plus-tard en politique et dans la gestion du royaume. C'était une femme, par l'énergie de son caractère, capable de continuer les grandes choses commencées sous l'influence de son père.

### Régente

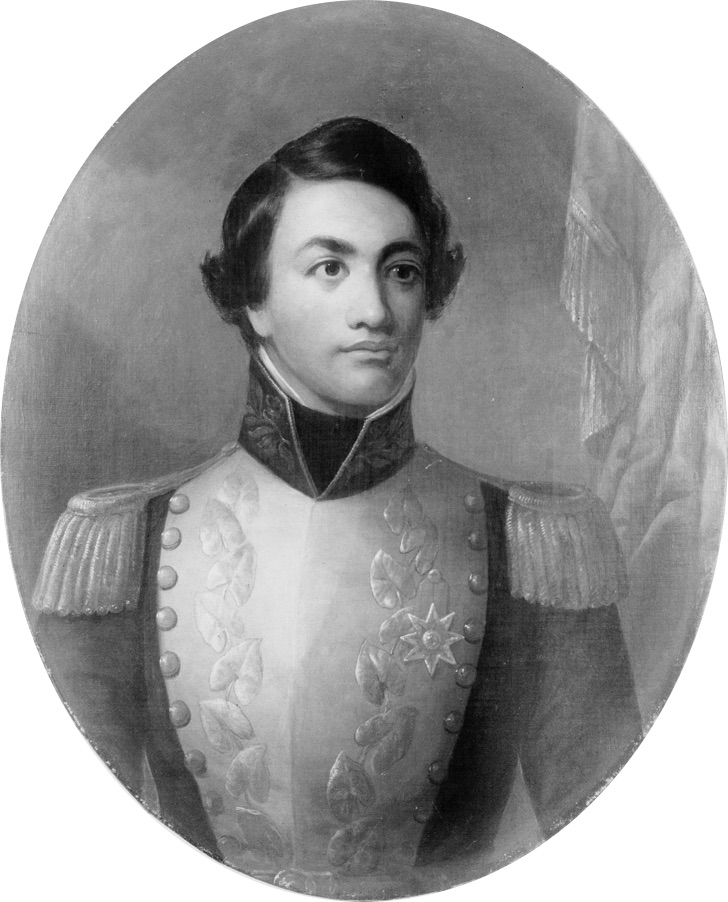
Portrait du jeune roi Kamehameha III.

Lors d'un voyage à Londres, le roi Kamehameha II et son épouse la reine Kamāmalu meurent en juillet 1824 des suites de la rougeole. Le 6 mai 1825, les corps du roi et de la reine arrivèrent à Hawaï et furent inhumés dans le Mausolée royal. Le roi défunt n'ayant pas d'enfant, c'est son frère le prince Kauikeaouli qui est alors proclamé roi sous le nom de Kamehameha III. Mais ce dernier, âgé de seulement onze ans, est placer sous une régence. Kinau, qui était la demi-sœur de Kamehameha III, obtient la régence pour son jeune frère. Elle partagea donc le pouvoir avec ce dernier dès 1824. Par la suite, elle prit un ascendant complet sur le roi compte tenu de son faible caractère.
La régente Kinau n'était pas absolument illettrée. Elle avait renoncé entièrement, comme la reine Pomare IV de Tahiti, au culte des idoles ; mais, soumise à l'emprise des méthodistes, elle fut l'instigatrice des persécutions exercées contre les missionnaires catholiques français.
Conseillée par M. Bingham, le chef de la mission protestante, elle fit enlever un jour M. Bachelot, missionnaire français, et le fit déporter sur les côtes de la Californie. Cet acte odieux avait lieu, heureusement, à l'époque où l'amiral Abel Aubert Du Petit-Thouars accomplissait son voyage de circumnavigation. Il prit M. Bachelot à son bord, le transporta à Honolulu, et grâce à sa fermeté, il parvint à contraindre le roi Kamehameha III au rétablissement de la mission française.
À l'occasion de ce fait politique et religieux, M. l'amiral Du Petit-Thouars conclut un traité avec le roi et Kinau, traité dont on trouvera la teneur dans son voyage autour du monde.
Lorsque M. l'amiral Du Petit-Thouars quitta Honolulu, la frégate La Vénus n'eut pas plus tôt quitté Hawaï que la régente Kinau fit transporter sur le rocher de l'Ascension le missionnaire ; il y mourut en 1839, abandonné dans cette solitude, où l'on ignorait qu'il eût été exilé.

### Mariage et enfants
En novembre 1825, Kinau épouse Mataio Kekūanāoa, gouverneur d'Oahu et ami intime du roi Kamehameha II. De cette union naquit sept enfants :
- Ruth Keelikolani (1826-1883), princesse royale ;
- David Kamehameha (1828-1835), prince et héritier ;
- Moses Kekuaiwa (1829-1848), prince et héritier ;
- Lot Kapuāiwa (1830-1872), futur Kamehameha V ;
- Bernice Pauahi (1831-1884), princesse royale ;
- Alexander Liholiho (1834-1863), futur Kamehameha IV ;
- Victoria Kamāmalu (1838-1866), princesse royale.

Le mariage de Kinau et Kekūanāoa perdure jusqu'à la mort de Kinau en 1839. Après 6 ans de veuvage, il se remarie en 1845 avec Kaloloahilani.